# Сан Дијего
Сан Дијего (енгл. San Diego) град је у америчкој савезној држави Калифорнија на самој граници са Мексиком. По попису становништва из 2020. у њему је живело 1.386.932 становника, a са предграђима 3.276.208 становника. Други је по величини град у Калифорнији и осми у САД. Седиште је округа Сан Дијего. Основан је 1769. а статус града је добио 1850. године.
Град је јака морнаричка база и важна рибарска лука, док је трговачко значење луке релативно ограничено. У привреди се истиче индустрија авиона, бродоградња (посебно рибарских бродова) и електронска индустрија. Културно је средиште низа високошколских установа, као што је Скрипсов океанографски институт (основан 1903. године). Унутар чувеног парка Билбаоа налази се зоолошки врт, који је 4. по величини у свету. Развијен је и туризам.
Град има врло благу климу, стандардну за Калифорнију. Просечна зимска температура је 15 °C а љетна 24 °C.

## Географија
Сан Дијего се налази на надморској висини од 422 ft (129 m).

### Клима
| Клима (Сан Дијего)         | Клима (Сан Дијего) | Клима (Сан Дијего) | Клима (Сан Дијего) | Клима (Сан Дијего) | Клима (Сан Дијего) | Клима (Сан Дијего) | Клима (Сан Дијего) | Клима (Сан Дијего) | Клима (Сан Дијего) | Клима (Сан Дијего) | Клима (Сан Дијего) | Клима (Сан Дијего) | Клима (Сан Дијего) |
| Показатељ \ Месец          | .Јан.              | .Феб.              | .Мар.              | .Апр.              | .Мај.              | .Јун.              | .Јул.              | .Авг.              | .Сеп.              | .Окт.              | .Нов.              | .Дец.              | .Год.              |
| -------------------------- | ------------------ | ------------------ | ------------------ | ------------------ | ------------------ | ------------------ | ------------------ | ------------------ | ------------------ | ------------------ | ------------------ | ------------------ | ------------------ |
| Средњи максимум, °C (°F)   | 18,4 (65,1)        | 18,3 (64,9)        | 18,7 (65,7)        | 19,7 (67,5)        | 20,3 (68,5)        | 21,6 (70,9)        | 23,7 (74,7)        | 24,7 (76,5)        | 24,4 (75,9)        | 22,7 (72,9)        | 20,6 (69,1)        | 18,2 (64,8)        | 20,9 (69,6)        |
| Просек, °C (°F)            | 14,2 (57,6)        | 14,7 (58,5)        | 15,5 (59,9)        | 16,8 (62,2)        | 18,1 (64,6)        | 19,4 (66,9)        | 21,4 (70,5)        | 22,2 (72)          | 21,7 (71,1)        | 19,6 (67,3)        | 16,6 (61,9)        | 17,8 (64)          | 19,2 (66,6)        |
| Средњи минимум, °C (°F)    | 9,4 (48,9)         | 10,4 (50,7)        | 11,8 (53,2)        | 13,3 (55,9)        | 15,2 (59,4)        | 16,7 (62,1)        | 18,6 (65,5)        | 19,3 (66,7)        | 18,4 (65,1)        | 15,9 (60,6)        | 12,0 (53,6)        | 9,1 (48,4)         | 14,1 (57,4)        |
| Количина падавина, mm (in) | 50,3 (19,8)        | 57,7 (22,72)       | 46,0 (18,11)       | 19,8 (7,8)         | 3,0 (1,18)         | 1,8 (0,71)         | 0,8 (0,31)         | 0,5 (0,2)          | 3,8 (1,5)          | 14,5 (5,71)        | 25,4 (10)          | 38,9 (15,31)       | 262,4 (103,31)     |
| [ тражи се извор ]         |                    |                    |                    |                    |                    |                    |                    |                    |                    |                    |                    |                    |                    |

## Становништво
Према попису становништва из 2010. у граду је живело 1.307.402 становника, што је 84.002 (6,9%) становника више него 2000. године.
|                   | 2010.              | 2000.              |
| Укупно            | 1 307 402 (100,0%) | 1 223 400 (100,0%) |
| Белци             | 589 702 (45,10%)   | 603 892 (49,36%)   |
| Хиспаноамериканци | 376 020 (28,76%)   | 310 752 (25,40%)   |
| Азијати           | 207 944 (15,91%)   | 166 968 (13,65%)   |
| Афроамериканци    | 87 949 (6,727%)    | 96 216 (7,865%)    |
| Остали            | 45 787 (3,502%)    | 45 572 (3,725%)    |

## Партнерски градови
- Владивосток
- Алкала де Енарес
- Кампинас
- Единбург
- Џалалабад
- Jeonju
- Леон
- City of Perth
- Quanzhou
- Taichung
- Tema
- Тихуана
- Варшава
- Јантај
- Јокохама
- Сијудад Хуарез
- Cavite
- City of Perth
- Cavite City
- Панама